# Río Nare
Río Nare är ett vattendrag i Colombia.   Det ligger i departementet Antioquía, i den centrala delen av landet, 190 km norr om huvudstaden Bogotá.